# Bandeira do Illinois

Bandeira do Illinois

A bandeira do Illinois ou do Ilinóis foi desenhada em 1912 por Lucy Derwent e modificada pelo Capítulo Rockford das Filhas da Revolução Americana devido a um concurso realizado por esta organização. O concurso foi liderado pela Senhora Ella Park Lawrence, regente estadual das Filhas da Revolução Americana. A bandeira se transformou no estandarte oficial do estado em 6 de julho de 1915, depois de passar pela Casa do Estado de Illinois e pelo Senado. O governador Edward F. Dunne não assinou a proposta, mas também não a vetou.
Na década de 1960, o sub-chefe oficial Bruce McDaniel pediu para ter o nome do estado adicionado na bandeira. Ele notou que muitas pessoas com as quais serviu na Guerra do Vietnã não aceitaram a bandeira. O governador Richard B. Ogilvie assinou uma lei que prescrevia a adicção do nome na bandeira, em 17 de setembro de 1969 e o novo desenho foi feito pela senhora Sanford Hutchinson e se transformou na bandeira oficial em 1 de julho de 1970.
A bandeira atual representa o Grande selo do Illinois, o qual foi originalmente desenhado em 1819 e copiado do Grande selo dos Estados Unidos da América. Há uma faixa com o lema do estado no bico da águia, onde se lê: "State Sovereignty, National Union" (em português "Soberania do Estado, União Nacional"). As datas no selo, 1818 e 1868 representam o ano em que Illinois se tornou estado e o ano em que o Grande selo foi redesenhado por Sharon Tyndale. Apesar de "State Sovereignty" vir primeiro no lema, Illinois vitoriosa na Guerra Civil Americana do lado unionista, lutando contra a soberania do Estado, então Tyndale colocou "State" embaixo e "Sovereignty" invertida.